# .bq
.bq는 카리브 네덜란드(보네르섬, 신트외스타티위스섬, 사바섬)의 인터넷 국가 코드 최상위 도메인으로 지정되었지만 실제로는 사용되지 않고 있는 도메인이다.
.bq는 2010년 12월 15일 ISO 3166 관리국이 부호 BQ를 ISO 3166-1 알파-2 (카리브 네덜란드)에 할당하기로 하면서 신설될 수 있었다. 이러한 결정은 2010년 10월 10일 네덜란드 정부 당국이 네덜란드령 안틸레스를 해체하고 카리브 네덜란드라는 지위로 재편한 것에 따른 조치였다.
현재 카리브 네덜란드에서는 폐지 절차에 들어간 옛 네덜란드령 안틸레스의 최상위 부호인 .an을 사용하고 있다. 네덜란드 본국의 소유일 경우에는 .nl도 사용한다. 퀴라소의 포털 사이트인 Versgeperst.com은 2015년 7월 최상위 도메인 변경과 그로 인한 경제성 평가를 진행 중에 있다고 밝힌 적이 있다.

## 같이 보기
- .nl
- .an